# Eresia acraea
Eresia acraea är en fjärilsart som beskrevs av Carl Heinrich Hopffer 1874. Eresia acraea ingår i släktet Eresia och familjen praktfjärilar. Inga underarter finns listade i Catalogue of Life.